# Pätzer Vordersee
Der Pätzer Vordersee ist ein etwa 1,7 km² großes Gewässer in Bestensee, Landkreis Dahme-Spreewald. Er ist Teil des Naturparks Dahme-Heideseen und des gleichnamigen Landschaftsschutzgebietes.
Der See gehört zum Flusssystem der Dahme. Er hat in Richtung Süden eine Verbindung zum Pätzer Hintersee und im Norden über die Glunze zum Todnitzsee. Die zwischen Vordersee und Todnitzsee gelegene Schleuse wurde durch ein modernes Wehr mit Stauklappe und Fischpass ersetzt, da die Pätzer Seenkette für Wanderfische wieder durchgängig gemacht werden soll. Zum nordöstlich gelegenen Tonsee besteht keine Verbindung.
Südlich des Pätzer Vordersees liegt der Ortsteil Pätz der Gemeinde Bestensee und nordwestlich der Ortskern von Bestensee. Östlich verläuft die Bundesstraße 179, nördlich die Bundesstraße 246, westlich verlaufen die Bundesautobahn 13 und die Bahnstrecke Berlin–Görlitz.
Die maximale Tiefe beträgt 16,2 m.

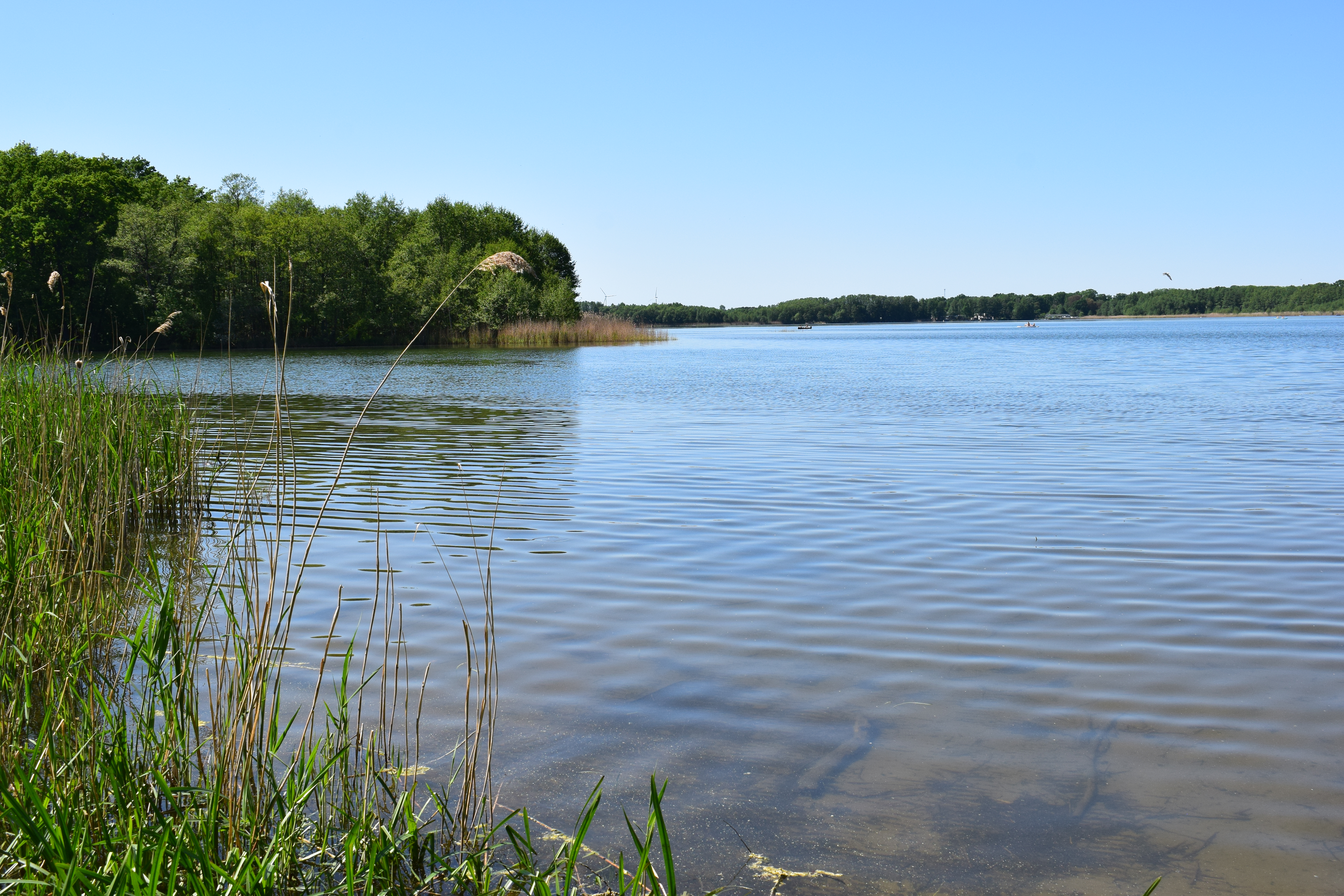
Blick über den See nach Westen
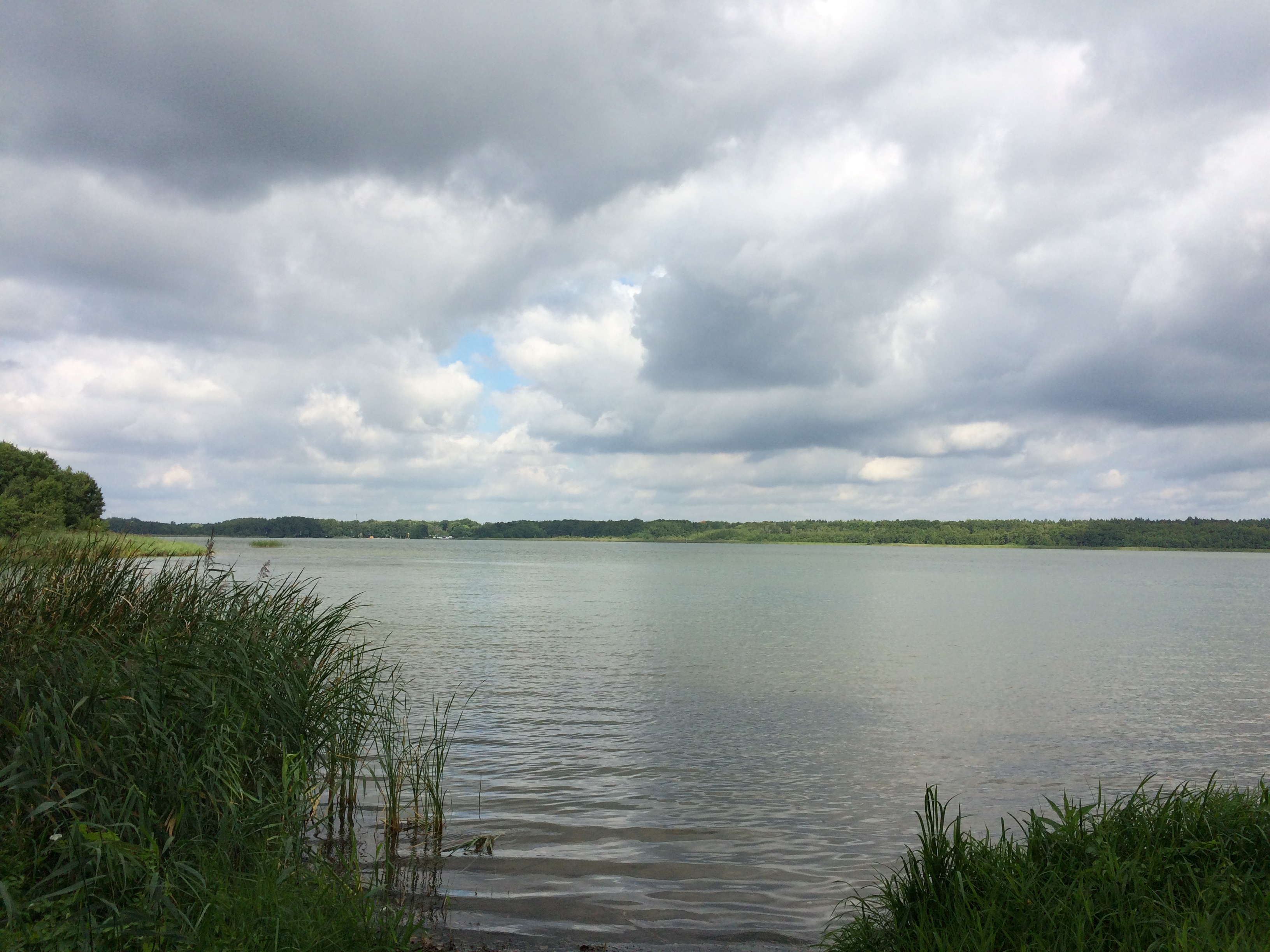
Blick nach Nordwesten
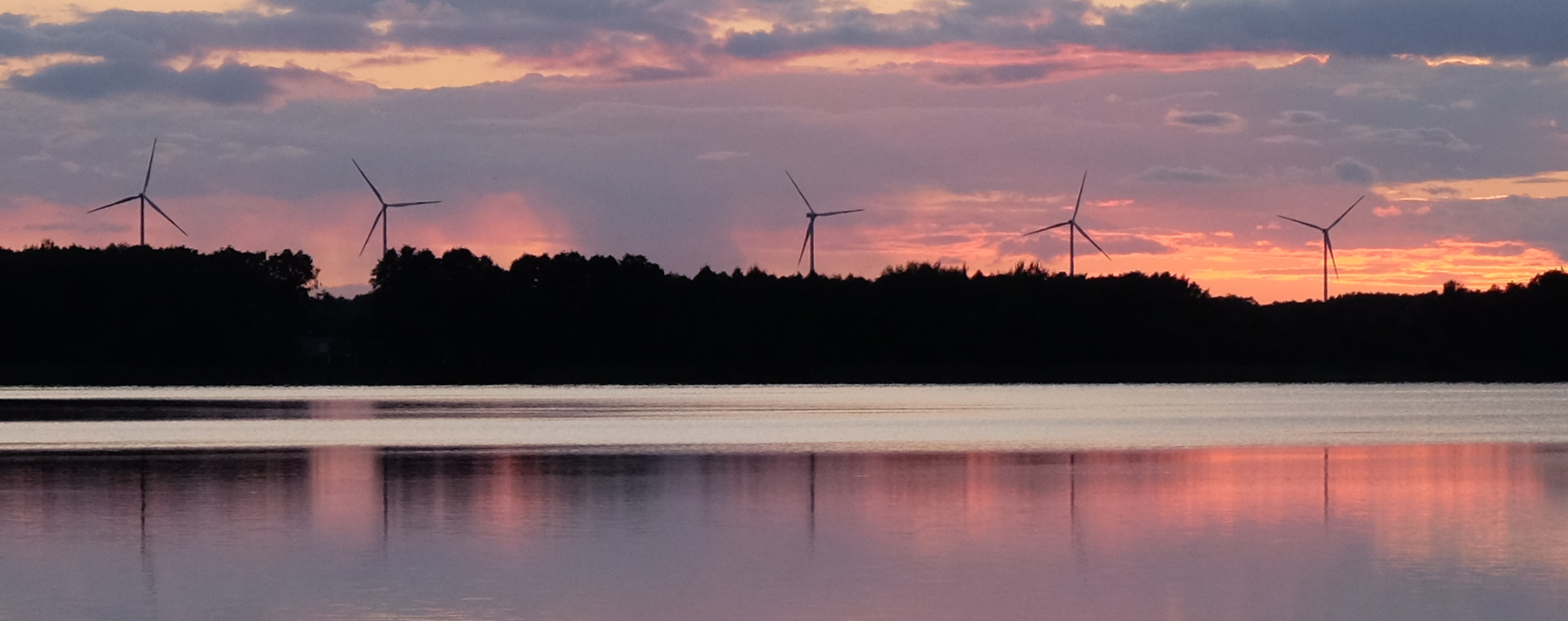
Sonnenuntergang mit Windkraftanlagen im Hintergrund
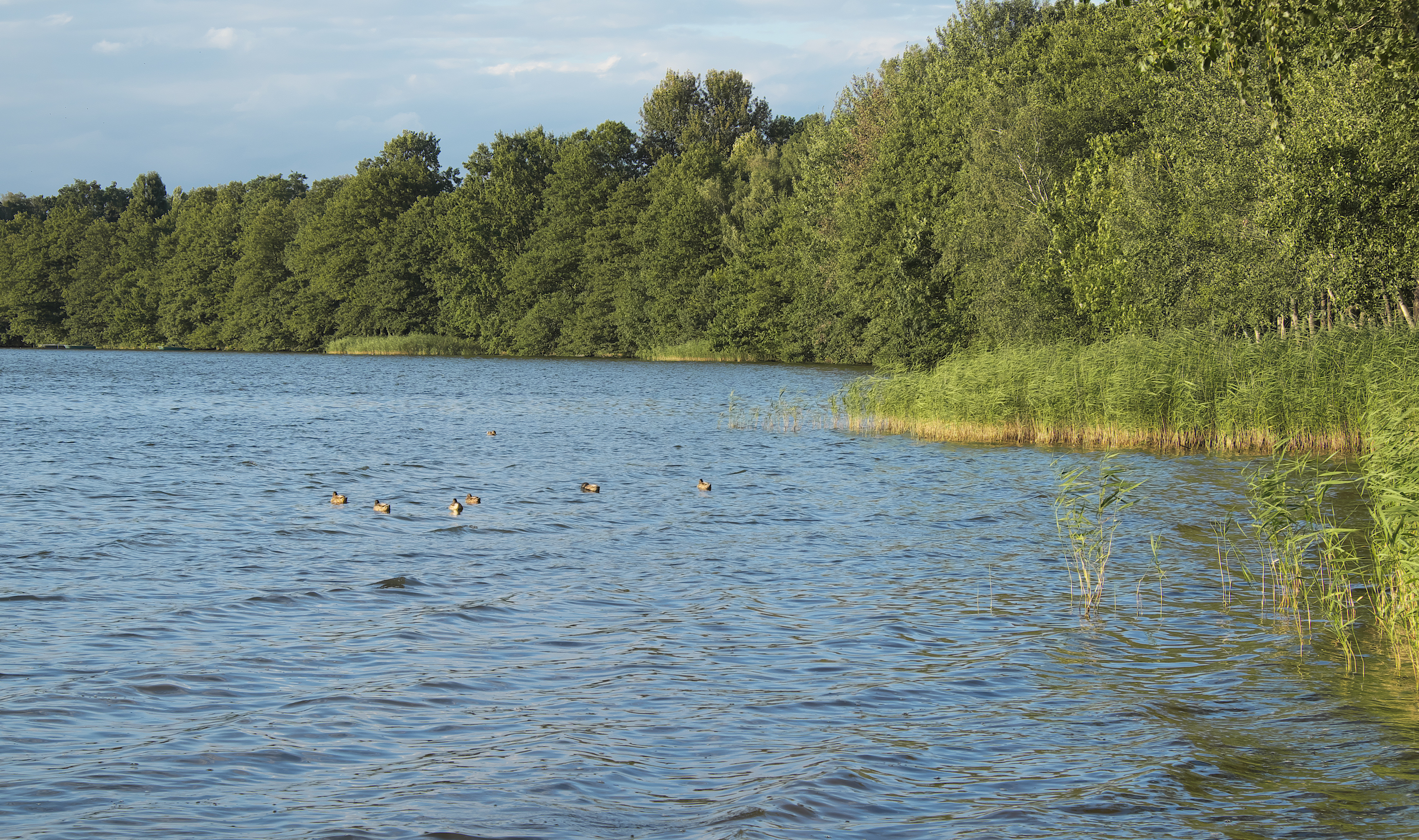
Ostufer des Sees